# Трептящ кръг
Трептящият кръг е термин от областта на радиотехниката. Представлява електрическа верига, съставена от паралелно свързани кондензатор и бобина, характеризиращи се съответно с капацитет и индуктивност (C и L). В трептящия кръг при определени условия може да се възбудят колебания на тока и напрежението, променящи се по определен закон. Колебателният контур широко се използва в радиотехниката и електрониката като част от генераторите за генериране на високочестотни електрически сигнали, във филтри с различна честотна лента на пропускане и др. Паразитния капацитет и индуктивност също могат да създадат трептящ кръг при определена честота.

## Принцип на действие
Физически действието на веригата се обяснява като се разгледат процесите, протичащи в елементите от веригата капацитет – индуктивност.
Ако при внасяне на електрическа енергия чрез зареждане на кондензатора (C) се затвори веригата на кръга, то започва разреждането му през бобината. По този начин енергията във вид на електростатично поле в кондензатора ще предизвика протичането на електрически ток. Независимо от противодействието на електродвижещото напрежение (е.д.н.) на самоиндукция, протичащия ток в бобината ще се увеличава до пълното разреждане на кондензатора и достигане на нулева стойност на енергията, натрупана между плочите му. При пълното разреждане на кондензатора, напрежението му спада до нула, а от протичането на тока през бобината, цялата енергия на трептящия кръг е преминала във вид на магнитна енергия т.е. създадено е електромагнитно поле около нея. След това започва обратният процес, при който при свиването си полето около бобината поражда в нея е.д.н. на самоиндукция, което по правилото на Ленц се противопоставя на намаляването на тока. Така кондензаторът се зарежда отново, но с обратен поляритет. При вече зареден кондензатор, напрежението между електродите му отново е максимално, а токът в кръга е нула, т.е. цялата магнитна енергия на бобината е преминала в енергия на електростатичното поле на кондензатора, но с обратна полярност. Така описаните трептения представляват по същество един повтарящ се преходен процес, изменящ се по синусидален закон. Ако кръгът е идеален, т.е. без загуби, то трептенията ще бъдат незатихващи, респективно ще продължават вечно. В идеализирания вариант без загуби общата енергия се формира от тока и напрежението изместени фазово на 90 градуса с техните максимални стойности.
При реалните трептящи кръгове трептенията затихват толкова по-бързо, колкото загубите в тях са по-големи.

## Токов резонанс
Когато за определена кръгова честота {\displaystyle \omega \ } реактивните съпротивления на кондензатора и бобината са равни, то и реактивните компоненти на токовете през тях ще бъдат равни по големина, но обратни по посока. Токът в неразклонената верига е по-малък (до значително по-малък) от токовете в паралелните клонове на трептящия кръг. Това явление се нарича токов резонанс и е характерно за трептящ кръг с напълно определени и неизменни параметри. Кръговата честота е най-важният параметър на трептящия контур.

## Параметри на трептящия кръг

### Резонансна честота
Процесите на зареждане и разреждане на кондензатора и бобината протичат с определена честота.
Математически параметърът собствена, кръгова или резонансна честота може да се определи, ако трептящият кръг се разглежда като двуполюсник, съставен от две паралелно включени комплексни съпротивления от капацитет и индуктивност. Когато съпротивлението му клони към безкрайност, се определя т.нар. характеристична честота. Тази честота се нарича собствена, кръгова или резонансна честота, като зависи от стойностите на елементите в кръга и се определя по формулата:
{\displaystyle \omega ={\sqrt {1 \over LC}}}

където {\displaystyle \omega \ } e т.нар. кръгова честота. Връзката между кръговата честота и честотата на трептението е
{\displaystyle \omega \ } = 2πf, откъдето
{\displaystyle f={1 \over {2\pi {\sqrt {LC}}}}}
Във формулата f е резонансната честота в Hz (херцове), С е капацитетът на кондензатора във F (фаради), a L e индуктивността на бобината в H (хенри). С гръцката буква омега е означена кръговата честота, която се измерва с радиани в секунда.
На практика много различни комбинации от стойностите на капацитет и индуктивност могат да дадат една и съща резонансна честота. В много случаи обаче е нужен висок Q- качествен фактор, за да работят резонансните вериги с малки загуби в тесен честотен диапазон.

### Период
Периодът показва каква е продължителността на едно колебание във времето.
{\displaystyle T=2\pi {\sqrt {LC}},}
където Т е периодът на осцилациите. Измерва се с основната единица за време – секунда.

### Качествен фактор
Качественият фактор е показател за ефективността на резонансните явления на един трептящ кръг. Представлява отношението между реактивното и активното съпротивление на кръга, или между още т.нар. вълново съпротивление и активното съпротивление на кръга.
{\displaystyle Q={\frac {\mathbf {U} _{L}}{\mathbf {U} _{R}}}={\frac {\mathbf {U} _{C}}{\mathbf {U} _{R}}}={\frac {X_{L}}{R}}={\frac {X_{C}}{R}}={\frac {\omega L}{R}}={\frac {1}{\omega CR}}}

## Резонанс на напреженията
Една електрическа верига, съставена от последователно свързани съпротивление, кондензатор и бобина, също може да бъде в състояние на резонанс при определени условия. Условието за това е реактивното съпротивление да е равно на нула, т.е. когато реактивното съпротивление на бобината и кондензатора са равни.
{\displaystyle X_{L}=X_{C}\,}
За определена честота това условие може да се реализира при подходящо избрани L и C. Тъй като при резонанс напреженията върху кондензатора и бобината са равни, явлението се нарича резонанс на напреженията и се характеризира с:
- Максимален ток през трептящия кръг;
- Електрическият ток и напрежението на веригата са във фаза.

В зависимост от честотата на приложеното променливо напрежение върху трептящия кръг, различно от неговата резонансна честота, то той ще има реактивно съпротивление с различен характер.
- При по-ниска от резонансната честота f – импеданса ще има капацитивен характер;
- При по-висока от резонансната честота f – импеданса ще има индуктивен характер.

## Приложение на трептящите кръгове
Паралелният и серийният трептящ кръг намират приложение в радиотехническата апаратура поради качеството наричано резонансен ефект. Използват се в:
- Осцилатори за генериране на незатихващи електрически колебания;
- Филтри за отделяне на излишните честоти в един честотен диапазон;
- Входящи кръгове на приемни устройства.
- Антенен дипол (популярно антена) представлява „разпънат“ трептящ кръг.